# برينهام
برينهام (بالإنجليزية: Brenham)‏ هي مدينة أمريكية تقع في ولاية تكساس.تبلغ مساحة هذه المدينة 22.7 (كم²)،ويبلغ عدد سكانها 15716 نسمة حسب إحصاء سنة 2010 م. تشير إحصاءات سنة 2000م بأن الكثافة السكانية في هذه المدينة تقدر بـ(692.3) نسمة/كم2.

## التركيبة السكانية
حدّد مكتب تعداد الولايات المتحدة بيانات التركيبة السكانية لبرينهام في تعداد الولايات المتحدة. في ما يلي، التركيبة السكانية حسب تعدادي 2000 و2010.

### تعداد عام 2000
بلغ عدد سكان برينهام 13,507 نسمة بحسب تعداد عام 2000، وبلغ عدد الأسر 4,907 أسرة وعدد العائلات 3,116 عائلة مقيمة في المدينة. في حين سجلت الكثافة السكانية 400.3 نسمة لكل كيلومتر مربع (1,036.8/ميل2). وبلغ عدد الوحدات السكنية 5,317 وحدة بمتوسط كثافة قدره 157.6 لكل كيلومتر مربع (408.2/ميل2).
وتوزع التركيب العرقي للمدينة بنسبة 69.99% من البيض و21.91% من الأمريكيين الأفارقة و0.25% من الأمريكيين الأصليين و1.86% من الأمريكيين ذوي الأصول الآسيوية و0.01% من سكان جزر المحيط الهادئ و4.75% من الأعراق الأخرى و1.22% من عرقين مختلطين أو أكثر و10.25% من الهسبانيون أو اللاتينيون من أي عرق.
بلغ عدد الأسر 4,907 أسرة كانت نسبة 32.9% منها لديها أطفال تحت سن الثامنة عشر تعيش معهم، وبلغت نسبة الأزواج القاطنين مع بعضهم البعض 45.7% من أصل المجموع الكلي للأسر، ونسبة 14.2% من الأسر كان لديها معيلات من الإناث دون وجود شريك، بينما كانت نسبة 3.6% من الأسر لديها معيلون من الذكور دون وجود شريكة وكانت نسبة 36.5% من غير العائلات. تألفت نسبة 30.7% من أصل جميع الأسر من عدة أفراد يعيشون في نفس المنزل ونسبة 15.4% كانت تتألف من شخص يعيش بمفرده يبلغ من العمر 65 عاماً أو أكثر. وبلغ متوسط حجم الأسرة المعيشية 2.40، أما متوسط حجم العائلات فبلغ 3.01.
بلغ العمر الوسطي للسكان 34.7 عاماً. وكانت نسبة 22.3% من القاطنين تحت سن الثامنة عشر، وكانت نسبة 10.2% بين الثامنة عشر والرابعة والعشرين عاماً، ونسبة 22.3% كانت واقعةً في الفئة العمرية ما بين الخامسة والعشرين والرابعة والأربعين عاماً، ونسبة 17.5% كانت ما بين الخامسة والأربعين والرابعة والستين، ونسبة 14.9% كانت ضمن فئة الخامسة والستين عاماً فما فوق. يوجد لكل 100 أنثى 88.0 ذكر، ويوجد لكل 100 أنثى في الثامنة عشر من عمرها فما فوق 84.8 ذكر.
بلغ متوسط دخل الأسرة في المدينة 32,198 دولارًا، أما متوسط دخل العائلة فبلغ 41,486 دولارًا. وكان متوسط دخل الذكور 31,133 دولارًا مقابل 22,152 دولارًا للإناث. وسجل دخل الفرد الخاص بالمدينة 15,351 دولارًا. وكانت نسبة 12.8% من العائلات ونسبة 17.7% من السكان تحت خط الفقر، وكان من هؤلاء نسبة 22.2% تحت سن الثامنة عشر ونسبة 20.7% في الخامسة والستين من العمر وما فوق.

### تعداد عام 2010
بلغ عدد سكان برينهام 15,716 نسمة بحسب تعداد عام 2010، وبلغ عدد الأسر 5,859 أسرة وعدد العائلات 3,593 عائلة مقيمة في المدينة. في حين سجلت الكثافة السكانية 465.8 نسمة لكل كيلومتر مربع (1,206.4/ميل2). وبلغ عدد الوحدات السكنية 6,377 وحدة بمتوسط كثافة قدره 189 لكل كيلومتر مربع (489.5/ميل2).
وتوزع التركيب العرقي للمدينة بنسبة 66.61% من البيض و23.70% من الأمريكيين الأفارقة و0.29% من الأمريكيين الأصليين و1.84% من الأمريكيين ذوي الأصول الآسيوية و0.04% من سكان جزر المحيط الهادئ و5.78% من الأعراق الأخرى و1.74% من عرقين مختلطين أو أكثر و15.25% من الهسبانيون أو اللاتينيون من أي عرق.
بلغ عدد الأسر 5,859 أسرة كانت نسبة 31% منها لديها أطفال تحت سن الثامنة عشر تعيش معهم، وبلغت نسبة الأزواج القاطنين مع بعضهم البعض 41.6% من أصل المجموع الكلي للأسر، ونسبة 15.2% من الأسر كان لديها معيلات من الإناث دون وجود شريك، بينما كانت نسبة 4.6% من الأسر لديها معيلون من الذكور دون وجود شريكة وكانت نسبة 38.7% من غير العائلات. تألفت نسبة 33.6% من أصل جميع الأسر من عدة أفراد يعيشون في نفس المنزل ونسبة 16.2% كانت تتألف من شخص يعيش بمفرده يبلغ من العمر 65 عاماً أو أكثر. وبلغ متوسط حجم الأسرة المعيشية 2.37، أما متوسط حجم العائلات فبلغ 3.03.
بلغ العمر الوسطي للسكان 36.0 عاماً. وكانت نسبة 22.1% من القاطنين تحت سن الثامنة عشر، وكانت نسبة 15% بين الثامنة عشر والرابعة والعشرين عاماً، ونسبة 22.6% كانت واقعةً في الفئة العمرية ما بين الخامسة والعشرين والرابعة والأربعين عاماً، ونسبة 22.3% كانت ما بين الخامسة والأربعين والرابعة والستين، ونسبة 17.9% كانت ضمن فئة الخامسة والستين عاماً فما فوق. وتوزع التركيب الجنسي للسكان بنسبة 47.9% ذكور و52.1% إناث.

## أعلام
- بلايند فيلي جونسون
- فرانك مالينا
- إتش سكوت هيوز
- إل. س. روبنسون
- براندون كولينز
- لوسيل إليزابيث بيشوب سميث
- بوب ويلسون
- جيم توماسون